# Овальбумин

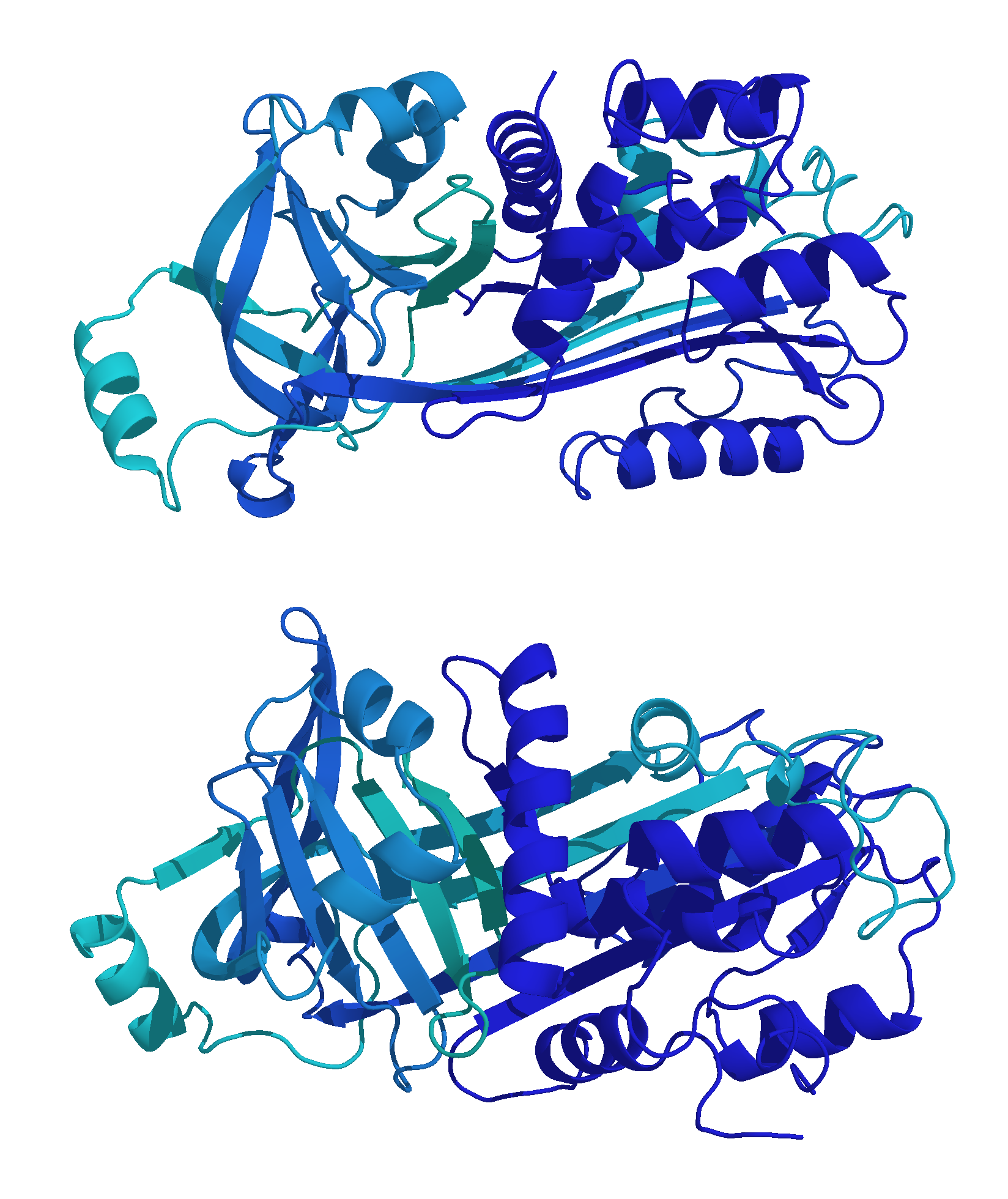
Трёхмерная модель куриного (Gallus gallus) овальбумина

Овальбумин или альбумин яичный (ovalbuminum) — альбумин яичного белка. Основной белок яичного белка (около 60-65%). Масса овальбумина, выделенного из куриных яиц, составляет 45 кДа. На основании структурной гомологии овальбумин относится к группе белков-серпинов, однако он не обладает способностью ингибировать сериновые протеазы. Овальбумин был одним из первых белков, выделенных в чистом виде в 1889 году. Функция его до конца не выяснена; он считается резервом белков для развития зародыша.

## Структура
Овальбумин, выделенный из куриного яйца, имеет массу около 45кДа и состоит из 385 аминокислотных остатков. Молекулярная масса его полипептидной цепи составляет 42699 Да. Пептидная цепь овальбумина подвергается посттрансляционной модификации: его  N-конец ацетилируется, аспартат в 292 позиции гликозилируется, 68 и 344 сериновые остатки фосфорилируются. Существует три фракции овальбумина в зависимости от количества фосфорилированных остатков: два у овальбумина А1, один у овальбумина А2 и ни одного у овальбумина А3.
Синтез и секреция овальбумина осуществляется клетками яйцевода курицы под влиянием эстрогенов. Продукт трансляции транскрипта гена овальбумина, как и в случае с другими секреторными белками, имеет сигнальную последовательность, обеспечивающую его транспорт к эндоплазматической сети. Однако, в отличие от большинства других секретирующихся белков, сигнальная последовательность овальбумина расположена не с N-конца, а внутри полипептидной цепи (с 21 по 47 аминокислотный остаток) и не отщепляется.

## Применение
- Применяется в кондитерской промышленности[9];
- Используется в фотографии, в процессе альбуминовой печати;
- Овальбумин является важным белком для различных областей исследований, в том числе:
  - общего исследования структуры и свойств белка (потому что она доступна в большом количестве);
  - исследования структуры и функции серпина;
  - Протеомика (овальбумин куриного яйца обычно используется как маркер молекулярного веса для калибровки геля для электрофореза);
  - Иммунология (обычно используется для стимулирования аллергических реакций у испытуемых).